# إريك لونيس
إريك لونيس (بالإسبانية: Erick Lonnis)‏ (مواليد 9 سبتمبر 1965) هو لاعب كرة قدم. يلعب مع منتخب كوستاريكا لكرة القدم. سبق له أن لعب في كأس العالم لكرة القدم مع منتخب بلاده.

## روابط خارجية
- إريك لونيس على موقع الاتحاد الدولي (مؤرشف)  (الإنجليزية)
- إريك لونيس على موقع قاعدة بيانات كرة القدم.إي يو (الإنجليزية)
- إريك لونيس على موقع ناشيونال فوتبول تيمز (الإنجليزية)